# Liste der Länder nach Ackerland pro Kopf
Folgende Liste sortiert Länder und Territorien nach ihrer verfügbaren Ackerfläche in Hektar pro Einwohner. Als Ackerland gelten alle landwirtschaftlich genutzten Böden, die regelmäßig zum Beispiel mit einem Pflug bearbeitet und mit einer Feldfrucht bestellt werden. Angegeben ist zudem der Anteil der bereits als Acker genutzten Fläche als Anteil der Gesamtfläche eines Landes als Indikator, wie intensiv die vorhandenen Flächen bereits genutzt werden. Die verfügbare Ackerfläche ist ein Indikator für die reale Bevölkerungsdichte eines Landes relativ zu seiner Kapazität zur Nahrungsmittelerzeugung. Dabei werden Faktoren wie das Ertragsniveau der Ackerflächen, das noch mögliche Potenzial zur Steigerung der Flächen und die Ernährungsgewohnheiten der entsprechenden Bevölkerungen allerdings nicht berücksichtigt.

## Liste der Länder
Alle Angaben stammen von der Weltbank und beruhen auf Erhebungen der Ernährungs- und Landwirtschaftsorganisation der Vereinten Nationen und gelten für das Jahr 2016.
| Rang | Land                               | Ackerfläche in % der Landesfläche | Ackerfläche pro Kopf in Hektar |
| ---- | ---------------------------------- | --------------------------------- | ------------------------------ |
| 1    | Australien                         | 6,0 %                             | 1,902                          |
| 2    | Kasachstan                         | 10,9 %                            | 1,652                          |
| 3    | Kanada                             | 4,8 %                             | 1,207                          |
| 4    | Argentinien                        | 14,3 %                            | 0,894                          |
| 5    | Russland                           | 7,5 %                             | 0,853                          |
| 6    | Niger                              | 13,3 %                            | 0,813                          |
| 7    | Litauen                            | 34,2 %                            | 0,747                          |
| 8    | Ukraine                            | 56,6 %                            | 0,728                          |
| 9    | Paraguay                           | 12,1 %                            | 0,714                          |
| 10   | Uruguay                            | 13,8 %                            | 0,700                          |
| 11   | Lettland                           | 20,7 %                            | 0,657                          |
| 12   | Belarus                            | 28,0 %                            | 0,598                          |
| 13   | Guyana                             | 2,1 %                             | 0,543                          |
| 14   | Estland                            | 16,0 %                            | 0,529                          |
| 15   | Moldau                             | 55,6 %                            | 0,514                          |
| 16   | Bulgarien                          | 32,2 %                            | 0,490                          |
| 17   | Vereinigte Staaten                 | 16,7 %                            | 0,471                          |
| 18   | Ungarn                             | 47,8 %                            | 0,441                          |
| 19   | Rumänien                           | 37,3 %                            | 0,436                          |
| 20   | Dänemark                           | 56,6 %                            | 0,415                          |
| 21   | Bolivien                           | 4,1 %                             | 0,409                          |
| 22   | Finnland                           | 7,4 %                             | 0,409                          |
| 23   | Zentralafrikanische Republik       | 2,9 %                             | 0,392                          |
| 24   | Brasilien                          | 9,7 %                             | 0,390                          |
| 25   | Serbien                            | 29,7 %                            | 0,368                          |
| 26   | Island                             | 1,2 %                             | 0,361                          |
| 27   | Mali                               | 5,3 %                             | 0,356                          |
| 28   | Togo                               | 48,7 %                            | 0,348                          |
| 29   | Turkmenistan                       | 4,1 %                             | 0,343                          |
| 30   | Tschad                             | 3,9 %                             | 0,339                          |
| 31   | Namibia                            | 1,0 %                             | 0,323                          |
| 32   | Burkina Faso                       | 21,9 %                            | 0,322                          |
| 33   | Bosnien und Herzegowina            | 20,0 %                            | 0,292                          |
| 34   | Polen                              | 35,3 %                            | 0,285                          |
| ...  | Isle of Man                        | 41,2 %                            | 0,281                          |
| 35   | Montenegro                         | 12,8 %                            | 0,277                          |
| 36   | Frankreich                         | 33,5 %                            | 0,275                          |
| 37   | Libyen                             | 1,0 %                             | 0,273                          |
| 38   | Spanien                            | 24,7 %                            | 0,265                          |
| 39   | Kamerun                            | 13,1 %                            | 0,265                          |
| 40   | Kuba                               | 28,7 %                            | 0,260                          |
| 41   | Schweden                           | 6,3 %                             | 0,259                          |
| 42   | Türkei                             | 26,5 %                            | 0,256                          |
| 43   | Tunesien                           | 18,7 %                            | 0,254                          |
| 44   | Syrien                             | 25,4 %                            | 0,253                          |
| 45   | Guinea                             | 12,6 %                            | 0,250                          |
| 46   | Benin                              | 23,9 %                            | 0,248                          |
| 47   | Slowakei                           | 28,0 %                            | 0,248                          |
| 48   | Simbabwe                           | 10,3 %                            | 0,248                          |
| 49   | Nicaragua                          | 12,5 %                            | 0,245                          |
| 50   | Thailand                           | 32,9 %                            | 0,244                          |
| 51   | Tansania                           | 15,2 %                            | 0,243                          |
| 52   | Kambodscha                         | 21,5 %                            | 0,241                          |
| 53   | Tschechien                         | 32,3 %                            | 0,236                          |
| 54   | Marokko                            | 18,2 %                            | 0,230                          |
| 55   | Sambia                             | 5,1 %                             | 0,229                          |
| 56   | Laos                               | 6,6 %                             | 0,226                          |
| 57   | Südafrika                          | 10,3 %                            | 0,223                          |
| 58   | Afghanistan                        | 11,8 %                            | 0,223                          |
| 59   | Gambia                             | 43,5 %                            | 0,216                          |
| 60   | Albanien                           | 22,6 %                            | 0,216                          |
| 61   | Sierra Leone                       | 21,9 %                            | 0,214                          |
| 62   | Belize                             | 3,4 %                             | 0,213                          |
| 63   | Kirgisistan                        | 6,7 %                             | 0,212                          |
| 64   | Malawi                             | 40,3 %                            | 0,210                          |
| 65   | Kroatien                           | 15,6 %                            | 0,209                          |
| 66   | Senegal                            | 16,6 %                            | 0,208                          |
| 67   | Myanmar                            | 16,7 %                            | 0,206                          |
| 68   | Aserbaidschan                      | 24,2 %                            | 0,205                          |
| 69   | Nordmazedonien                     | 16,5 %                            | 0,200                          |
| 70   | Griechenland                       | 16,6 %                            | 0,199                          |
| 71   | Mosambik                           | 7,2 %                             | 0,196                          |
| 72   | Mongolei                           | 0,4 %                             | 0,187                          |
| 73   | Fidschi                            | 9,0 %                             | 0,184                          |
| 74   | Iran                               | 9,0 %                             | 0,183                          |
| 75   | Nigeria                            | 37,3 %                            | 0,183                          |
| 76   | Algerien                           | 3,1 %                             | 0,182                          |
| 77   | Mexiko                             | 11,6 %                            | 0,177                          |
| 78   | Angola                             | 3,9 %                             | 0,170                          |
| 79   | Tonga                              | 25,0 %                            | 0,168                          |
| 80   | Ghana                              | 20,7 %                            | 0,167                          |
| 81   | Uganda                             | 34,4 %                            | 0,166                          |
| 82   | Guinea-Bissau                      | 12,6 %                            | 0,165                          |
| 83   | Gabun                              | 1,3 %                             | 0,164                          |
| 84   | Pakistan                           | 40,3 %                            | 0,161                          |
| 85   | Lesotho                            | 11,6 %                            | 0,160                          |
| 86   | Eritrea                            | 6,8 %                             | 0,154                          |
| 86   | Österreich                         | 16,3 %                            | 0,154                          |
| 86   | Norwegen                           | 2,2 %                             | 0,154                          |
| 89   | Armenien                           | 15,7 %                            | 0,153                          |
| 90   | Äthiopien                          | 15,1 %                            | 0,148                          |
| 91   | Deutschland                        | 33,7 %                            | 0,143                          |
| 92   | Madagaskar                         | 6,0 %                             | 0,141                          |
| 93   | Panama                             | 7,6 %                             | 0,140                          |
| 94   | Usbekistan                         | 10,3 %                            | 0,138                          |
| 95   | Irak                               | 11,6 %                            | 0,134                          |
| 96   | Eswatini                           | 10,2 %                            | 0,130                          |
| 97   | Bhutan                             | 2,6 %                             | 0,125                          |
| 98   | Elfenbeinküste                     | 9,1 %                             | 0,122                          |
| 99   | Osttimor                           | 10,4 %                            | 0,122                          |
| 100  | Neuseeland                         | 2,2 %                             | 0,121                          |
| 101  | Kenia                              | 10,2 %                            | 0,120                          |
| 102  | Indien                             | 52,6 %                            | 0,118                          |
| 103  | Suriname                           | 0,4 %                             | 0,116                          |
| 103  | El Salvador                        | 35,6 %                            | 0,116                          |
| 105  | Botswana                           | 0,5 %                             | 0,115                          |
| 106  | Burundi                            | 46,7 %                            | 0,114                          |
| 107  | Honduras                           | 9,1 %                             | 0,112                          |
| 108  | Peru                               | 2,7 %                             | 0,110                          |
| 109  | Italien                            | 22,4 %                            | 0,109                          |
| 110  | Liberia                            | 5,2 %                             | 0,108                          |
| 110  | Saudi-Arabien                      | 1,6 %                             | 0,108                          |
| 112  | Republik Kongo                     | 1,6 %                             | 0,107                          |
| 113  | Luxemburg                          | 25,5 %                            | 0,106                          |
| 114  | Mauretanien                        | 0,4 %                             | 0,105                          |
| 115  | Haiti                              | 38,8 %                            | 0,099                          |
| 116  | Äquatorialguinea                   | 4,3 %                             | 0,098                          |
| 117  | Ruanda                             | 46,7 %                            | 0,097                          |
| 118  | Portugal                           | 10,7 %                            | 0,095                          |
| 119  | Irland                             | 6,5 %                             | 0,094                          |
| 120  | Kap Verde                          | 12,4 %                            | 0,093                          |
| 121  | Nordkorea                          | 19,5 %                            | 0,093                          |
| 122  | Georgien                           | 5,0 %                             | 0,092                          |
| 122  | Vereinigtes Königreich             | 24,9 %                            | 0,092                          |
| 124  | St. Kitts und Nevis                | 19,2 %                            | 0,091                          |
| 125  | Demokratische Republik Kongo       | 3,1 %                             | 0,090                          |
| 125  | Indonesien                         | 13,0 %                            | 0,090                          |
| 127  | Slowenien                          | 9,1 %                             | 0,089                          |
| 128  | Volksrepublik China                | 12,7 %                            | 0,086                          |
| 128  | Venezuela                          | 3,1 %                             | 0,086                          |
| 130  | Tadschikistan                      | 5,3 %                             | 0,084                          |
| 131  | Dominica                           | 8,0 %                             | 0,082                          |
| 132  | Komoren                            | 34,9 %                            | 0,082                          |
| 133  | Somalia                            | 1,8 %                             | 0,077                          |
| 134  | Belgien                            | 28,1 %                            | 0,075                          |
| 135  | Dominikanische Republik            | 16,6 %                            | 0,075                          |
| 136  | Vanuatu                            | 1,6 %                             | 0,074                          |
| 136  | Vietnam                            | 22,6 %                            | 0,074                          |
| 138  | Nepal                              | 14,7 %                            | 0,073                          |
| 139  | Zypern                             | 9,2 %                             | 0,072                          |
| 140  | Chile                              | 1,7 %                             | 0,071                          |
| ...  | Färöer                             | 2,2 %                             | 0,061                          |
| 141  | Sri Lanka                          | 20,7 %                            | 0,061                          |
| 142  | Ecuador                            | 3,9 %                             | 0,060                          |
| 142  | Niederlande                        | 30,5 %                            | 0,060                          |
| 144  | Mauritius                          | 36,9 %                            | 0,059                          |
| 145  | Liechtenstein                      | 13,5 %                            | 0,057                          |
| 146  | Philippinen                        | 18,7 %                            | 0,054                          |
| ...  | Amerikanisch-Samoa                 | 15,0 %                            | 0,054                          |
| 147  | Guatemala                          | 8,0 %                             | 0,052                          |
| 148  | Costa Rica                         | 4,8 %                             | 0,051                          |
| 149  | Bangladesch                        | 59,7 %                            | 0,048                          |
| 149  | Schweiz                            | 10,1 %                            | 0,048                          |
| 151  | Palau                              | 2,2 %                             | 0,047                          |
| 152  | St. Vincent und die Grenadinen     | 12,8 %                            | 0,046                          |
| 153  | Jemen                              | 2,4 %                             | 0,045                          |
| 154  | São Tomé und Príncipe              | 9,1 %                             | 0,044                          |
| 155  | Jamaika                            | 11,1 %                            | 0,042                          |
| 156  | Samoa                              | 2,8 %                             | 0,041                          |
| 157  | Antigua und Barbuda                | 9,1 %                             | 0,040                          |
| 158  | Marshallinseln                     | 11,1 %                            | 0,038                          |
| 159  | Papua-Neuguinea                    | 0,7 %                             | 0,037                          |
| 160  | Kolumbien                          | 1,5 %                             | 0,035                          |
| 160  | Israel                             | 13,6 %                            | 0,035                          |
| ...  | Britische Jungferninseln           | 6,7 %                             | 0,033                          |
| 162  | Japan                              | 11,5 %                            | 0,033                          |
| 162  | Salomonen                          | 0,7 %                             | 0,033                          |
| 164  | San Marino                         | 16,7 %                            | 0,030                          |
| 165  | Ägypten                            | 2,8 %                             | 0,029                          |
| ...  | Turks- und Caicosinseln            | 1,1 %                             | 0,029                          |
| 166  | Grenada                            | 8,8 %                             | 0,028                          |
| 166  | Malaysia                           | 2,7 %                             | 0,028                          |
| 166  | Südkorea                           | 14,6 %                            | 0,028                          |
| 169  | Jordanien                          | 2,7 %                             | 0,025                          |
| 170  | Barbados                           | 16,3 %                            | 0,025                          |
| ...  | Neukaledonien                      | 0,3 %                             | 0,023                          |
| 171  | Libanon                            | 12,9 %                            | 0,022                          |
| 172  | Bahamas                            | 0,8 %                             | 0,020                          |
| 172  | Malta                              | 28,3 %                            | 0,020                          |
| ...  | Aruba                              | 11,1 %                            | 0,019                          |
| 174  | Föderierte Staaten von Mikronesien | 2,9 %                             | 0,019                          |
| 175  | Trinidad und Tobago                | 4,9 %                             | 0,018                          |
| ...  | Nördliche Marianen                 | 2,2 %                             | 0,018                          |
| ...  | Puerto Rico                        | 6,9 %                             | 0,018                          |
| 176  | Kiribati                           | 2,5 %                             | 0,017                          |
| 176  | St. Lucia                          | 4,9 %                             | 0,017                          |
| ...  | Grönland                           | 0,0 %                             | 0,016                          |
| 178  | Oman                               | 0,2 %                             | 0,013                          |
| 179  | Brunei                             | 0,9 %                             | 0,012                          |
| ...  | Palästina                          | 8,4 %                             | 0,011                          |
| 180  | Andorra                            | 1,7 %                             | 0,010                          |
| ...  | Amerikanische Jungferninseln       | 15,0 %                            | 0,009                          |
| 181  | Malediven                          | 13,0 %                            | 0,009                          |
| ...  | Französisch-Polynesien             | 0,7 %                             | 0,009                          |
| ...  | Guam                               | 1,9 %                             | 0,006                          |
| 182  | Katar                              | 1,2 %                             | 0,006                          |
| 183  | Vereinigte Arabische Emirate       | 0,6 %                             | 0,005                          |
| ...  | Bermuda                            | 5,6 %                             | 0,005                          |
| ...  | Cayman Islands                     | 0,8 %                             | 0,003                          |
| 184  | Dschibuti                          | 0,1 %                             | 0,002                          |
| 184  | Kuwait                             | 0,4 %                             | 0,002                          |
| 184  | Seychellen                         | 0,3 %                             | 0,002                          |
| 187  | Bahrain                            | 2,1 %                             | 0,001                          |
| ...  | Hongkong                           | 2,9 %                             | 0,000                          |
| 187  | Singapur                           | 0,1 %                             | 0,000                          |
|      | Welt                               | 11,1 %                            | 0,192                          |

## Historische Entwicklung
| Region                         | 1961   | 1970   | 1980   | 1990   | 2000   | 2010   | 2016   |
| ------------------------------ | ------ | ------ | ------ | ------ | ------ | ------ | ------ |
| Ostasien und Pazifik           | 8,2 %  | 8,6 %  | 8,7 %  | 10,2 % | 9,9 %  | 9,4 %  | 10,1 % |
| Südasien                       | 42,9 % | 44,1 % | 45,0 % | 44,8 % | 44,3 % | 43,1 % | 43,3 % |
| Lateinamerika und Karibik      | 4,3 %  | 5,3 %  | 6,0 %  | 6,5 %  | 7,0 %  | 8,2 %  | 8,7 %  |
| Nordamerika                    | 12,1 % | 12,7 % | 12,8 % | 12,7 % | 12,1 % | 10,9 % | 10,7 % |
| Mittlerer Osten und Nordafrika | 4,4 %  | 4,5 %  | 4,4 %  | 4,8 %  | 4,8 %  | 4,6 %  | 4,7 %  |
| Subsahara-Afrika               | 5,5 %  | 6,2 %  | 5,7 %  | 6,6 %  | 7,6 %  | 8,7 %  | 9,0 %  |
| Europa und Zentralasien        |        |        |        | 13,4 % | 12,8 % | 12,2 % | 12,4 % |
| Europäische Union              | 31,8 % | 30,2 % | 29,1 % | 28,6 % | 27,3 % | 25,5 % | 24,9 % |
| Welt                           | 9,8 %  | 10,4 % | 10,4 % | 11,0 % | 10,8 % | 10,7 % | 11,1 % |

| Region                         | 1961  | 1970  | 1980  | 1990  | 2000  | 2010  | 2016  |
| ------------------------------ | ----- | ----- | ----- | ----- | ----- | ----- | ----- |
| Ostasien und Pazifik           | 0,191 | 0,163 | 0,137 | 0,137 | 0,118 | 0,103 | 0,107 |
| Südasien                       | 0,351 | 0,296 | 0,239 | 0,189 | 0,152 | 0,126 | 0,117 |
| Lateinamerika und Karibik      | 0,384 | 0,373 | 0,329 | 0,292 | 0,269 | 0,276 | 0,275 |
| Nordamerika                    | 1,096 | 1,022 | 0,927 | 0,833 | 0,707 | 0,580 | 0,545 |
| Mittlerer Osten und Nordafrika | 0,476 | 0,379 | 0,280 | 0,219 | 0,176 | 0,144 | 0,131 |
| Subsahara-Afrika               | 0,552 | 0,499 | 0,352 | 0,307 | 0,255 | 0,221 | 0,208 |
| Europa und Zentralasien        |       |       |       | 0,452 | 0,411 | 0,377 | 0,369 |
| Europäische Union              | 0,324 | 0,287 | 0,263 | 0,251 | 0,238 | 0,215 | 0,206 |
| Welt                           | 0,367 | 0,321 | 0,267 | 0,236 | 0,227 | 0,199 | 0,192 |